# Samaria-Schlucht
Die Samaria-Schlucht (griechisch Φαράγγι της Σαμαριάς) im Südwesten der griechischen Insel Kreta ist mit 17 Kilometern Länge eine der längsten Schluchten Europas. Sie führt aus über 1200 m Höhe fast von der Mitte der Insel bis zum Libyschen Meer. An Länge wird die Samaria-Schlucht durch die Verdonschlucht in Frankreich mit über 20 Kilometern Länge und die Tara-Schlucht in Montenegro mit 78 Kilometern übertroffen.
Die Samaria-Schlucht ist einer der touristischen Höhepunkte Kretas; bis zu 4000 Menschen durchwandern sie während der sommerlichen Hochsaison täglich. Die Schlucht wird gesäumt von bis zu 600 m hohen senkrechten Felswänden, die an der engsten Stelle der Schlucht, an der sogenannten „eisernen Pforte“, einen Durchlass von lediglich drei bis vier Metern gewähren.

## Räumliche Lage
Die Schlucht liegt an der Südküste Westkretas und zieht sich von der Omalos-Hochebene westlich der weißen Berge (Lefka Ori) bis hinunter zum Libyschen Meer. Am Ausgang der Schlucht liegt der kleine Hafenort Agia Roumeli. Politisch gehört das Gebiet zur Gemeinde Sfakia im Regionalbezirk Chania.

## Geologisches
Entstanden ist die Schlucht vermutlich vor etwa zwei Millionen Jahren durch tektonische Bewegungen, die mit der Lage der Insel Kreta direkt über der aktiven Subduktionszone der afrikanischen Platte unter die eurasische Platte verbunden sind. Abfließendes Regenwasser und später das Wasser aus 22 Quellen erodierten das sich heraushebende Gestein und gruben damit die heutige tiefe Schlucht in die Landschaft.
Geologisch wird das Gebiet der Schlucht durch die Gigilos-Formation, die Plattenkalk-Serie und die Trypali-Einheit geprägt. Was die Gesteine betrifft, so umfasst die Gigilos-Formation überwiegend Phyllite und Schiefer, während die Plattenkalk-Serie und die Trypali-Einheit hauptsächlich durch metamorphe Karbonatgesteine strukturiert sind.

## Geschichte
Während der Befreiungskämpfe der Griechen gegen die osmanische Herrschaft im 19. Jahrhundert war die Schlucht von großer strategischer Bedeutung: Sie diente Rebellen als Versteck und Stützpunkt und konnte trotz mehrfacher Versuche nie eingenommen werden.
Während des Zweiten Weltkrieges und der Besetzung der Insel Kreta durch die deutsche Wehrmacht Ende Mai 1941 floh die griechische Regierung, bestehend aus König Georg II. und dem Ministerpräsidenten Emmanouil Tsouderos, durch die Schlucht an die Südküste und von dort mit britischer Hilfe nach Ägypten. Auch den deutschen Besatzern gelang es nicht, die Partisanen und Flüchtlinge, die sich in die Schlucht zurückgezogen hatten, aufzuspüren, auch wenn es einzelne Konfrontationen gab; zu unzugänglich und unwegsam ist die zerklüftete Schlucht.
Die Samaria-Schlucht wurde 1962 per königlichem Dekret zum Nationalpark erklärt und ist seit 1965 unbewohnt. Die wenigen Bewohner des namensgebenden Dorfes Samariá, einer kleinen Holzfällersiedlung in der Mitte der Schlucht, wurden enteignet und umgesiedelt. Der Name des Dorfes ist abgeleitet vom griechischen Wort Samári (σαμάρι, "Sattel(gestell) für Tragtiere"), was darauf hindeutet, dass früher im Dorf die Tiere üblicherweise umgesattelt, also ausgetauscht wurden. Im Jahr 1980 wurde Griechenland für seine Bemühungen um die Schlucht vom Europarat ausgezeichnet.
Den Traditionen der griechisch-orthodoxen Kirche entsprechend existieren entlang der Samaria-Schlucht circa zehn Kapellen in verschiedenem Erhaltungszustand.

## Flora und Fauna
Die Samaria-Schlucht weist einen auffällig hohen Baumbestand auf, u. a. wachsen hier Kiefern, Platanen und Zypressen. An den Hängen der Schlucht finden sich Kretischer Ahorn und Kermeseichen. Wegen der isolierten Lage der Schlucht kommen allein 14 endemische Pflanzenarten vor. Die Samaria-Schlucht ist das letzte natürliche Rückzugsgebiet der Kretischen Wildziege (Kri-Kri). In der Nähe brüten Bartgeier; häufig sieht man Gänsegeier über der Schlucht kreisen.

## Touristische Bedeutung
Wegen ihrer Naturschönheiten ist die Samaria-Schlucht ein Anziehungspunkt für Bergwanderer aus aller Welt. Für den Abstieg von der Omalos-Hochebene bis zum Libyschen Meer sind je nach Kondition 5 bis 7 Stunden einzuplanen. Während des 13 km langen Weges durch den Samaria-Nationalpark – der eigentlichen Schlucht – gibt es keine Verpflegungsmöglichkeit. Wasser kann aus einem der zahlreichen Brunnen getrunken werden. Am südlichen Aus- bzw. Zugang zum Nationalpark im Dorf Agia Roumeli gibt es etliche Tavernen und Kioske.
Für Touristen, die sich die anspruchsvolle Gesamtstrecke von 17 km mit einem Höhenunterschied von über 1200 m nicht zutrauen, besteht die Möglichkeit, per Linienschiff nach Agia Roumeli zu kommen (es existiert keine Straßenanbindung) und von hier aus zu der ca. 4 km entfernten „eisernen Pforte“ zu wandern.
Die Samaria-Schlucht ist üblicherweise vom 1. Mai bis zum 31. Oktober in der Zeit zwischen 06:00 und 15:00 Uhr geöffnet. Die Wanderung durch die Schlucht ist kostenpflichtig. Das Verlassen der Schlucht wird dokumentiert, um sicherzustellen, dass niemand zurückgeblieben ist.